# Турча
Турча́ (лат. Hottónia) — олиготипный род водных травянистых многолетних растений семейства Первоцветные (Primulaceae).

## Описание
Турча является травянистым растением, свободно плавающим в воде. Стебель у него — ветвистый, покрытый гребенчато-перистыми листьями; стебель и листья погружены в воду; из воды выставляется лишь безлистная цветочная стрелка до 30 сантиметров высотой, несущая розоватые цветки, расположенные мутовчато; цветок сидит на длинной ножке в пазухе линейного кроющего листа; цветок правильный, обоеполый, чашечка глубокопятираздельная, с узкими лопастями; венчик тарельчатый о пяти продолговатых тупых лопастях, зев венчика несколько утолщен и жёлтого цвета; тычинок пять, прикрепленных к трубочке венчика; пестик один с верхней, одногнёздой многосемянной завязью и с длинным столбиком. Плод — многосемянная шаровидная коробочка, вскрывающаяся пятью створками; семена мелкие, овальные. Корни отсутствуют. Кроме семян, растение это размножается ещё почками, появляющимися под осень на верхушке ветвей, где листья недоразвиваются, оставаясь скученными; почка перезимовывает и весной прорастает в новое растение.
Число хромосом равно 2n (20 или 22).

## Классификация

### Таксономия
Hottonia L., 1753, Sp. Pl. : 145
Род Турча относится к семейству Первоцветные (Primulaceae) порядка Верескоцветные (Ericales) последовательно входящий в клады Астериды → Суперастериды → Эвдикоты → Цветковые растения. Таксономическая схема в соответствии с Системой APG IV по состоянию на декабрь 2023 года:
|  |                          |  |                                   |                                   |                        |  | еще 21 семейство |              |              |                                                            |
|  |                          |  |                                   |                                   |                        |  |                  |              |              | 2 подтвержденных вида и 1 вид в статусе "неподтвержденных" |
|  |                          |  |                                   | порядок Верескоцветные            |                        |  |                  |              | род Турча    |                                                            |
|  |                          |  |                                   | порядок Верескоцветные            |                        |  |                  |              | род Турча    |                                                            |
|  | клада Цветковые растения |  |                                   |                                   | семейство Первоцветные |  |                  |              |              |                                                            |
|  | клада Цветковые растения |  |                                   |                                   |                        |  |                  |              |              |                                                            |
|  |                          |  | ещё 63 порядка цветковых растений | ещё 63 порядка цветковых растений |                        |  |                  | еще 57 родов | еще 57 родов |                                                            |
|  |                          |  |                                   | ещё 63 порядка цветковых растений |                        |  |                  |              | еще 57 родов |                                                            |

### Виды
Известно два вида, из которых один, турча вздутая (Hottonia inflata) (получила название по вздутым междоузлиям), встречается в Северной Америке, а другой, турча болотная (Hottonia palustris), растет в европейской части России и в Малой Азии по прудам, в медленно текущих речках, канавах и схожих водоёмах.
- Hottonia inflata Elliott — Турча вздутая
- Hottonia palustris L. — Турча болотная